# Johannes Gerster

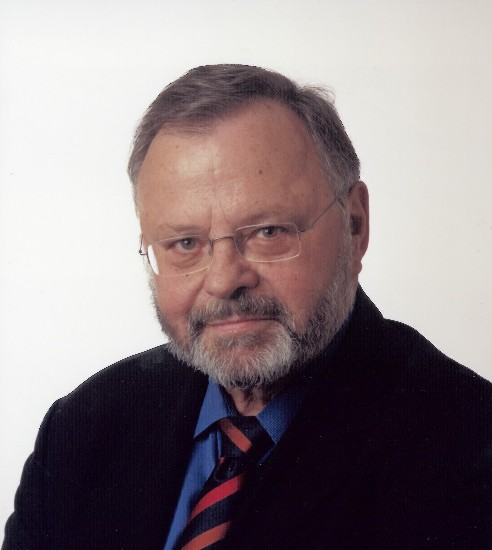
Johannes Gerster, 2009

Johannes Gerster (* 2. Januar 1941 in Mainz; † 21. August 2021 ebenda) war ein deutscher Politiker (CDU). Er war Jurist, Regierungsdirektor sowie ab 1972 Mitglied des Deutschen Bundestages und des Rheinland-Pfälzischen Landtages. Von 2006 bis 2010 war er Präsident der Deutsch-Israelischen Gesellschaft.

## Ausbildung, Beruf und Familie
Johannes Gerster, Sohn von Elisabeth Gerster, geborene Köllner, und ihrem Mann Gottfried Gerster, der als Generalagent im Versicherungswesen tätig war, wuchs als jüngstes von sechs Kindern in einem katholisch geprägten Elternhaus auf, das in der Zeit des Nationalsozialismus in einem vom Mainzer Erzbischof zusammengerufenen Kreis Juden versteckt und ihnen bei der Flucht geholfen hatte. Nach dem Abitur am Rabanus-Maurus-Gymnasium in Mainz studierte Gerster 1962 bis 1967 an der Johannes Gutenberg-Universität Mainz, der Albert-Ludwigs-Universität Freiburg und der Rheinischen Friedrich-Wilhelms-Universität Bonn Rechts- und Staatswissenschaften. Nach Abschluss des Referendariats legte er 1970 seine zweite juristische Staatsprüfung ab. Danach war er ab 1971 als Verwaltungsjurist des Landratsamtes im Landkreis Mainz-Bingen und ab 1970 im Innenministerium des Landes Rheinland-Pfalz, zuletzt als Regierungsdirektor, tätig.
Im Jahr 1968 heiratete er Regina Linden, das Paar bekam drei Kinder. Er war Onkel 2. Grades des ehemaligen Vorsitzenden der Bundesagentur für Arbeit, Florian Gerster, und der ZDF-heute-Moderatorin Petra Gerster. Er hatte drei Kinder: Thomas, Maria und Anna. Sein Sohn Thomas Gerster (* 1970) ist Vorsitzender der CDU Mainz sowie Mitglied des Stadtrats der Stadt Mainz.
Johannes Gerster starb nach schwerer Krankheit am 21. August 2021 in Mainz.

## Politische Laufbahn
Gerster, ab 1960 CDU-Mitglied, wurde Vorsitzender der CDU Mainz und Zweiter Vorsitzender der CDU Rheinhessen-Pfalz. Er gehörte dem Deutschen Bundestag von 1972 bis 1976 und von Juli 1977 bis 1994 an. 1976 war er Innenminister von Rheinland-Pfalz. Bei den Bundestagswahlen 1983, 1987 und 1990 gewann er jeweils das Direktmandat im Wahlkreis 208 (Mainz). In der CDU/CSU-Bundestagsfraktion war er u. a. innenpolitischer Sprecher und stellvertretender Fraktionsvorsitzender. Er galt als Politiker mit einer „Vorliebe für klare Worte“ und als „Hardliner“ (Jürgen Serke), der Streit zu schlichten wie zu schüren verstand. Als Vorsitzender des Untersuchungsausschusses zum Neue-Heimat-Skandal erlangte er durch seine hartnäckige Aufklärungsarbeit Bekanntheit.

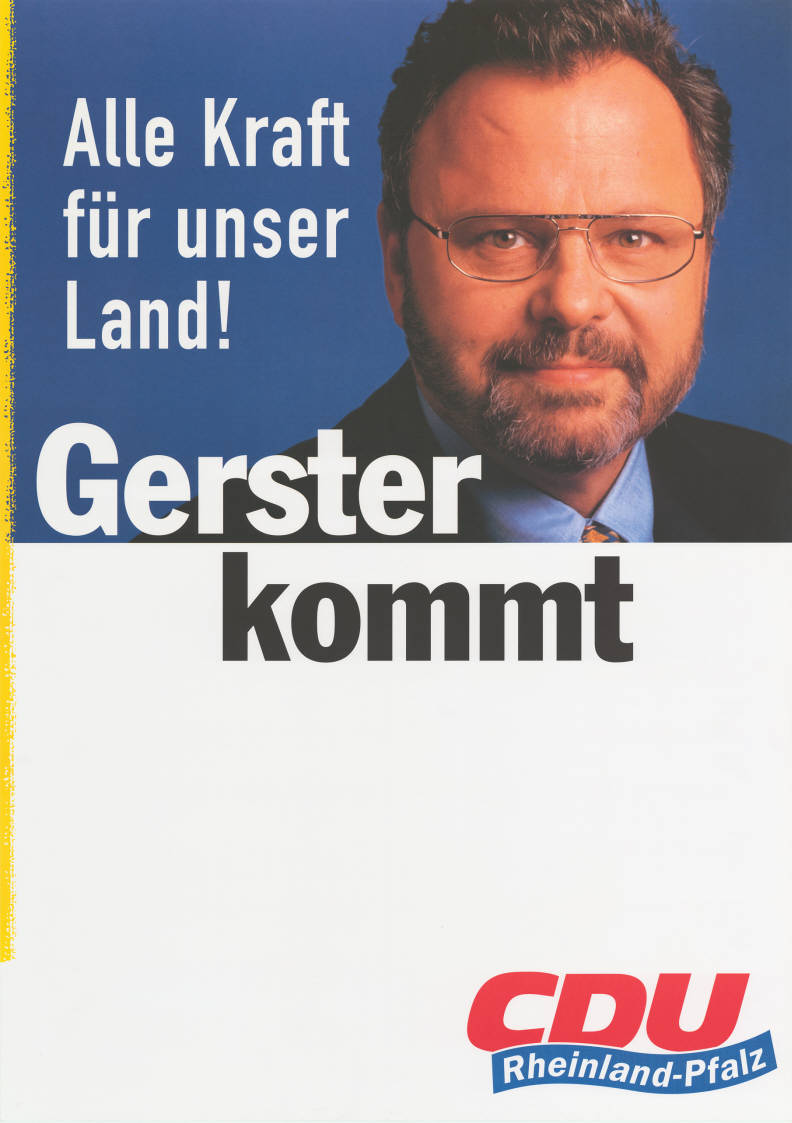
Wahlplakat der CDU Rheinland-Pfalz mit dem Spitzenkandidaten Johannes Gerster, 1996

Von 1993 bis 1997 war Gerster Landesvorsitzender der CDU in Rheinland-Pfalz, nachdem er bereits von 1976 bis 1987 Vorsitzender der Mainzer CDU gewesen war. Bei der Landtagswahl in Rheinland-Pfalz 1996 bewarb sich der „volkstümliche“ Gerster mit Unterstützung Helmut Kohls als Spitzenkandidat um das Amt des Ministerpräsidenten. Gersters CDU blieb hinter der SPD, hätte aber mit der FDP zusammen eine Mehrheit im Landtag gehabt. Da die FDP die Koalition mit der SPD fortsetzte, blieb Kurt Beck Ministerpräsident. Gerster wurde Vorsitzender der CDU-Landtagsfraktion und Oppositionsführer, verzichtete aber bereits im Jahr darauf auf alle Ämter in Parlament und Partei. Jochen Zenthöfer urteilt über Gersters politische Karriere, dass er es nie in die erste Reihe geschafft habe, aber immer eine wichtige Figur gewesen sei.

## Arbeitsschwerpunkte
Johannes Gerster trat als innenpolitischer Sprecher und als stellvertretender Vorsitzender der CDU/CSU-Bundestagsfraktion in den 1980er- und 1990er-Jahren vor allem für eine Verbesserung der Gesetze zur inneren Sicherheit, für ein neues Ausländerrecht und ein wirksames Asylverfahrensrecht ein. Ebenso wirkte er für die Aufwertung des Technischen Hilfswerkes und für die zügige Rechtsanpassung im Zuge der deutschen Wiedervereinigung. Gegen Widerstände setzte er durch, dass die Stasi-Akten in einem rechtsstaatlichen Verfahren für Opfer, Presse und Wissenschaft geöffnet wurden. Bundeskanzler Kohl bescheinigte ihm, die Innenpolitik der Bundesrepublik sei in dieser Zeit maßgeblich von Gerster beeinflusst worden. Zahlreiche Grundentscheidungen trügen erkennbar seine Handschrift.
Der gegenüber der Union kritische FDP-Innenpolitiker Burkhard Hirsch urteilte über seine Zusammenarbeit mit Gerster: „Er kann seine Fröhlichkeit in aller Massivität einsetzen wie andere Leute einen Dampfhammer…. So haben wir viele Jahre zusammen ganz gute Innenpolitik gemacht und uns schätzen gelernt…“
Der damalige Innenminister Wolfgang Schäuble beschrieb die innenpolitischen Aktivitäten von Gerster so: „Nicht ohne Amüsement habe ich … beobachtet, wie er als innenpolitischer Sprecher peinlich darauf achtete, dass ihm die für diesen Bereich verantwortlichen stellvertretenden Vorsitzenden nicht in die Suppe spuckten, während er, kaum war er selbst Stellvertreter geworden, keineswegs Einschränkungen seiner Allzuständigkeit für das Gebiet von Innen- und Rechtspolitik zuließ.“
Seit dem Guillaume-Untersuchungsausschuss, in dem Gerster als Chefaufklärer des Skandals um den Kanzler-Spion auftrat, war er im Visier der Staatssicherheit der DDR. Diese beschrieb ihn als „aggressiv und provozierend“ und kritisierte seine „aktive gegnerische Kontaktpolitik und Kontakttätigkeit“ in der DDR. In seinen Stasi-Unterlagen ist vermerkt: Gerster ist „Staatsfeind“. Das führte zu seiner Einreisesperre, die 17 Monate vor dem Mauerfall „aus politischen Erwägungen“ vom Stasi-Chef Erich Mielke persönlich wieder aufgehoben wurde.
Neben seinen innenpolitischen Aktivitäten arbeitete Gerster als Vorsitzender der deutsch-israelischen Parlamentariergruppe im Bundestag schwerpunktmäßig für den Auf- und Ausbau der deutsch-israelischen Beziehungen. Sein Credo: Aus historischen, politischen und moralischen Gründen sind wir verpflichtet, dass die Juden in Israel in Frieden und Freiheit leben können. Dies wurde von deutschen und israelischen Persönlichkeiten immer wieder gewürdigt. „Gersters unvergleichbarer Beitrag für die deutsch-israelischen Beziehungen“, so Gideon Esra, Likud-Minister, oder zum Ende seiner neun Jahre in Israel: „Der Verlust Jerusalems ist der Gewinn von Mainz“, so Ari Rath, ehemaliger Chefredakteur der Jerusalem Post, „Johannes Gerster – ein Glücksfall für die deutsch-israelischen Beziehungen“, so Bernhard Vogel, ehemaliger Ministerpräsident.
Gerster war „davon überzeugt, dass Israels Zukunft von seiner Fähigkeit abhing, Frieden mit den Palästinensern zu schaffen“. Deshalb gründete er mit Israelis und Palästinensern Arbeitsgruppen. Dort redeten die ansonsten miteinander sprachlosen Nachbarn über Verbesserungen der Lebenslage der Menschen auf beiden Seiten. Joint Ventures, eine gerechtere Wasserverteilung, humanitäre Einzelfälle, Sicherheitsfragen u. a. wurden immer wieder angepackt und trotz Rückschlägen teilweise gelöst. Dadurch sollte bewiesen werden, dass Israelis und Palästinenser Probleme gemeinsam angehen und gestalten können. Letztlich sollte Vertrauen von unten nach oben aufgebaut werden.

## Engagement für Israel
Nach seinem Rückzug aus der Politik arbeitete Johannes Gerster, der schon ab 1982 Vizepräsident der Deutsch-Israelischen Gesellschaft gewesen war, für die Konrad-Adenauer-Stiftung als Außenstellenleiter in Jerusalem. Er bemühte sich an der Nahtstelle zwischen Israelis und Palästinensern um einen Ausgleich zwischen den beiden Völkern. Von der Universität Tel Aviv wurde er 2004 in Anerkennung seiner langjährigen Freundschaft zu Israel und seines Einsatzes zur Stärkung der israelisch-arabischen Beziehungen mit dem President’s Award (Präsidentenpreis) ausgezeichnet. 1995 verlieh ihm die Ben-Gurion-Universität im Negev in Beʾer Scheva die philosophische Ehrendoktorwürde für sein politisches Engagement in der Region. Nach mehreren weiteren israelischen Ehrungen erhielt er von der europäisch-palästinensischen Handelskammer für sein Engagement die Ehrenplakette des Jahres 2005. Am 24. Januar 2006 wurde Gerster vom Bürgermeister der Stadt Jerusalem Uri Lupolianski der Titel Freund der Stadt Jerusalem verliehen, die höchste Auszeichnung der Stadt Jerusalem, die an Nichtjuden verliehen wird. Johannes Gerster bleibe damit immer als bewährter Freund im Buch der Stadt eingeschrieben.
Im Januar 2006 beendete Johannes Gerster seine Arbeit bei der Konrad-Adenauer-Stiftung in Jerusalem und kehrte nach neun Jahren nach Deutschland zurück. Am 12. November 2006 wurde Gerster in Baden-Baden von der Bundesversammlung der Deutsch-Israelischen Gesellschaft zum Präsidenten gewählt und trat damit die Nachfolge von Manfred Lahnstein an, der nicht mehr kandidierte. Im Oktober 2010 folgte ihm Reinhold Robbe in diesem Amt.

## Ehrungen und Auszeichnungen
- 1984: Ehrenmitglied der katholischen CV-Verbindung Rheno-Palatia Breslau zu Mainz im CV
- 1986: Verdienstkreuz 1. Klasse des Verdienstordens der Bundesrepublik Deutschland
- 1992: Ehrenzeichen in Gold des THW
- 1993: Ehrenkomiteeter des Mainzer Carneval Clubs
- 1994: Großes Verdienstkreuz des Verdienstordens der Bundesrepublik Deutschland
- 1995: Ehrendoktor der Ben-Gurion-Universität im Negev
- 1997: Ehrenvorsitzender der Musica Sacra am Hohen Dom zu Mainz
- 1999: Großes Bundesverdienstkreuz mit Stern des Verdienstordens der Bundesrepublik Deutschland
- 2000: Ehrenring der Stadt Mainz
- 2001: Diether-von-Isenburg-Medaille der Johannes Gutenberg-Universität Mainz
- 2001: Generalfeldmarschall der Mainzer Ranzengarde
- 2004: „President’s Award“ der Universität Tel Aviv
- 2005: Ehrenplakette der europäisch-palästinensischen Handelskammer
- 2006: Freund der Stadt Jerusalem
- 2006: Teddy-Kollek-Award der Jerusalem Foundation
- 2011: Ehrenpräsident der THW-Bundesvereinigung e. V.
- 2013: Ehren-Generalfeldmarschall der Mainzer Ranzengarde
- 2014: Ehrenpräsident der Deutsch-Israelischen Gesellschaft
- 2018: Schirmherr des bundesweiten Schülerwettbewerbs „Erinnerung sichtbar machen – Reichspogromnacht“

## Werke
- Johannes Gersters Briefe aus Jerusalem. Leinpfad, Ingelheim 2005, ISBN 3-937782-31-1.
- Nicht angepasst. Mein Leben zwischen Mainz, Bonn und Jerusalem. Leinpfad, Ingelheim 2010, ISBN 978-3-937782-95-9.
- Hrsg.: 175 Jahre Mainzer Pracht: Die Ranzengard an Fassenacht. Leinpfad, Ingelheim 2011, ISBN 978-3-942291-31-6.
- Bombenstimmung am Rosenmontag: Eine Krimisatire. Leinpfad, Ingelheim 2013, ISBN 978-3-942291-63-7 (Besprechung).
- Typen und Mythen. Von Franz-Josef Strauß und Herbert Wehner bis heute. Leinpfad, Ingelheim 2017, ISBN 978-3-945782-23-1.
- Die Wiedervereinigung 89/90 – Ich war mittendrin Leinpfad Ingelheim 2020, ISBN 978-3-945782-63-7.

## Buchbeiträge
- Der Berichterstatter im parlamentarischen Haushaltsverfahren. In: Karl-Heinz Mattern: Verwaltung – interdisziplinär 2. Verlag Recht, Verwaltung, Wirtschaft, Regensburg, 1984, ISBN 3-88938-662-8.
- Ausländerintegration – eine wichtige Zukunftsaufgabe. In: Institut für Gesellschaftswissenschaften (Hrsg.): Die Neue Ordnung. IFG Verlagsgesellschaft, Walberberg, 1988, ISSN 0932-7665.
- Innere Sicherheit. In Deutschland, wo stehst Du? MM Verlag, Aachen, 1994, ISBN 3-928272-41-1.
- Spuren im Äther, die Erweiterung des G 10 – Gesetzes. In: Martina Fietz, Michael Jach: Zündstoff Kriminalität. Verlag Bonn Aktuell, 1994, ISBN 3-87959-517-8.
- Für einen gerechten Ausgleich in Nahost. In: Hans-Georg Meyer (Hrsg.): Israel Ansichten. LzPolB Rhl.-Pf., Mainz, 2002, ISBN 3-89289-005-6.
- Jeden Tag unter Bombendrohung. In: Günter Beaugrand: Die Konrad-Adenauer-Stiftung. Dung Marketing GmbH & Co, Sankt Augustin, 2003, ISBN 3-927535-15-X.
- Confronting European – Israeli, Missunderstandings. In: Manfred Gerstenfeld: Israel and Europa, Set in Baskerville in Israel. Jerusalem 2005, ISBN 965-218-047-5.
- 60 Jahre Israel – zwischen Existenzrecht und Existenzbedrohung (= Schriftenreihe des Landtages Rheinland-Pfalz, Heft 40). Mainz 2008.
- Brückenbau zwischen Israelis und Palästinensern. In: Milena Uhlmann (Hrsg.): Die deutsch-israelischen Sicherheitsbeziehungen. Berliner Wissenschaftsverlag, Berlin, 2008, ISBN 978-3-8305-1569-2.
- Erfahrungen aus 60 Jahren deutsch-israelische Beziehungen (= Historisch-Politische Mitteilungen 20/2013). Böhlau Verlag Köln, Weimar, Wien, ISBN 978-3-412-22197-3.
- Landverheißung – Staatsgründung – aktuelle Bedrohung? Zur Zukunft Israels. In: Berthold Schwarz (Hrsg.): Wem gehört das Heilige Land? Peter Lang, Frankfurt, 2014, ISBN 978-3-631-64164-4.
- Sechs Domkapellmeister in 150 Jahren und Domchor im Wandel der Zeit. In: Festschrift Mainzer Domchor. Mainz 2016.
- Deutschland und Israel vor und nach der Wiedervereinigung (= Historisch Politische Mitteilungen 23/2016). Böhlau Verlag Köln, Weimar, Wien, ISBN 978-3-412-50799-2.
- Mainzer – Rabbiner – Wissenschaftler – Brückenbauer – Mensch. In: Gunda Trapp: Der letzte Rabbiner. Das unorthodoxe Leben des Leo Trepp. 2018, wbg Theiss, Darmstadt, ISBN 978-3-8062-3818-1.
- Das Erwachen eines schlafenden Riesen. In: Bundesanstalt Technisches Hilfswerk (Hrsg.): Achterbahn in blau – THW im Umbruch. DBB Verlag, Berlin, 2019.

## Belege
1. ↑  Dr. h. c. Johannes Gerster. Homepage.
2. 1 2 3  Jochen Zenthöfer: Die Quellen nennt er nicht. Die Autobiographie des Aufklärers im „Neue Heimat“-Skandal. In: Frankfurter Allgemeine Zeitung, 7. März 2011.
3. ↑  Dietmar Brück: Ein Mainzer Weltbürger legt seine Erinnerungen vor. In: Rhein-Zeitung Koblenz, 1. September 2010, S. 3 (PDF von der Website Gersters).
4. 1 2 3  Detlef David Kauschke: Mainz bleibt Mainz: Johannes Gerster verläßt Jerusalem und kehrt zurück in seine Heimatstadt. In: Jüdische Allgemeine, 26. Januar 2006.
5. ↑  Johannes Gerster – Zur Person
6. ↑  CDU Mainz-Altstadt – Vorstand (Memento vom 20. Januar 2017 im Internet Archive)
7. ↑  Lebenslauf auf der Homepage von Thomas Gerster
8. ↑  Julia Klöckner: "Johannes Gerster war ein Charaktermensch". 21. August 2021, abgerufen am 21. August 2021.
9. ↑  Porträt auf der Website der Konrad-Adenauer-Stiftung, abgerufen am 23. August 2021
10. 1 2 3  Jürgen Serke: Was macht eigentlich Johannes Gerster? In: Cicero, 22. Dezember 2005.
11. ↑  Helmut Kohl: Johannes Gerster, ein Porträt von Wolfgang Wiedemeyer, Bouvier, Bonn, 1995
12. ↑  Burkhard Hirsch: Johannes Gerster, ein Porträt von Wolfgang Wiedemeyer, Bouvier, Bonn, 1995
13. ↑  Wolfgang Schäuble: Johannes Gerster, ein Porträt von Wolfgang Wiedemeyer, Bouvier, Bonn, 1995
14. ↑  Reinhard Küchler: Als "Staatsfeind" im Visier der Stasi. In: Allgemeine-Zeitung Mainz, 18. Februar 2011, S. 3 (PDF von der Website Gersters).
15. ↑  Deutsch-Israelische Gesellschaft: DIG-Magazin Nr. 3/2010
16. ↑  Johannes Gerster: In: Nicht angepasst. Mein Leben zwischen Mainz, Bonn und Jerusalem. Leinpfad, Ingelheim 2010, ISBN 978-3-937782-95-9
17. ↑  DIG wählt Johannes Gerster zum neuen Präsidenten (Memento vom 3. November 2014 im Internet Archive) In: DIG-Frankfurt.de.

| Personendaten    | Personendaten                       |
| ---------------- | ----------------------------------- |
| NAME             | Gerster, Johannes                   |
| KURZBESCHREIBUNG | deutscher Politiker (CDU), MdL, MdB |
| GEBURTSDATUM     | 2. Januar 1941                      |
| GEBURTSORT       | Mainz                               |
| STERBEDATUM      | 21. August 2021                     |
| STERBEORT        | Mainz                               |